# Bivargar
Bivargar (Philanthus) är ett släkte av solitära rovlevande steklar av familjen Crabronidae. De flesta arter jagar bin, därav namnet. De vuxna honorna gräver botunnlar i marken, medan hanarna markerar grenar och andra föremål med feromoner för att markera sitt territorium gentemot andra hanar.
Liksom hos andra "grävsteklar" är larverna karnivora, vilket tvingar honorna att jaga andra evertebrater (i det aktuella fallet bin) på vilka hon lägger sina ägg så att larverna har tillgång till föda när de kläcks ur äggen. De vuxna bivargarna livnär sig på nektar.
Den vanligaste europeiska arten, bivarg (P. triangulum) är specialist på honungsbin, vilket gör den till ett (ganska harmlöst) skadedjur för biodlare. Andra arter av Philanthus kan vara specialister  på andra arter, eller generalister som tar många arter bin (och även andra steklar).
De sticker sina byten på något membranöst ställe, mellan sterniterna på kroppens undersida (ventralsida), så att giftet snabbt paralyserar de större viljestyrda musklerna utan att döda bytet. Bytet kan försöka sticka tillbaka, men det är fasthållet på ett sådant sätt att endast välbepansrade delar av bivargen är åtkomliga. 
Bivargens huvudtunnel kan vara så mycket som en meter lång och den första delen sluttar neråt i ungefär 30° varefter den planar ut. Upp till 34 sidotunnlar som slutar i en yngelkammare kan grävas från huvudtunneln. Varje yngelkammare kan innehålla upp till sex honungsbin.

## Arter
Släktet Philanthus innehåller ungefär 135 arter, innefattande bland andra:
- Philanthus albopilosus (syn. P. simillimus)
- Philanthus arizonicus
- Philanthus banabacoa
- Philanthus barbatus
- Philanthus barbiger
- Philanthus basilaris
- Philanthus bicinctus
- Philanthus bilunatus
- Philanthus boharti – Boharts bivarg
- Philanthus coarctatus (syn. P. niloticus)
  - P. c. coarctatus
  - P. c. raptor
  - P. c. siculus
- Philanthus coronatus
  - P. c. coronatus
  - P. c. orientalis
- Philanthus crabroniformis
- Philanthus crotoniphilus
- Philanthus elegantissimus
- Philanthus fuscipennis
- Philanthus gibbosus
- Philanthus gloriosus
- Philanthus histrio
- Philanthus inversus
- Philanthus lepidus
- Philanthus levini – Levins bivarg
- Philanthus loeflingi – Loeflings bivarg
- Philanthus michelbacheri – Michelbachers bivarg
- Philanthus multimaculatus
- Philanthus nasalis
- Philanthus neomexicanus
- Philanthus occidentalis
- Philanthus pacificus
- Philanthus parkeri – Parkers bivarg
- Philanthus politus
- Philanthus psyche
- Philanthus pulchellus
- Philanthus pulcher
- Philanthus sanborni – Sanborns bivarg
- Philanthus saxigenus
- Philanthus schusteri – Schusters bivarg
- Philanthus sculpturatus
- Philanthus serrulatae (syn. P. siouxensis)
- Philanthus solivagus
- Philanthus stygius
  - P. s. stygius
  - P. s. atronitens
- Philanthus tarsatus
- Philanthus triangulum – Europeisk bivarg
- Philanthus variegatus
- Philanthus ventilabris
- Philanthus ventralis (syn. Ococletes ventralis)
- Philanthus venustus
- Philanthus zebratus

## Galleri

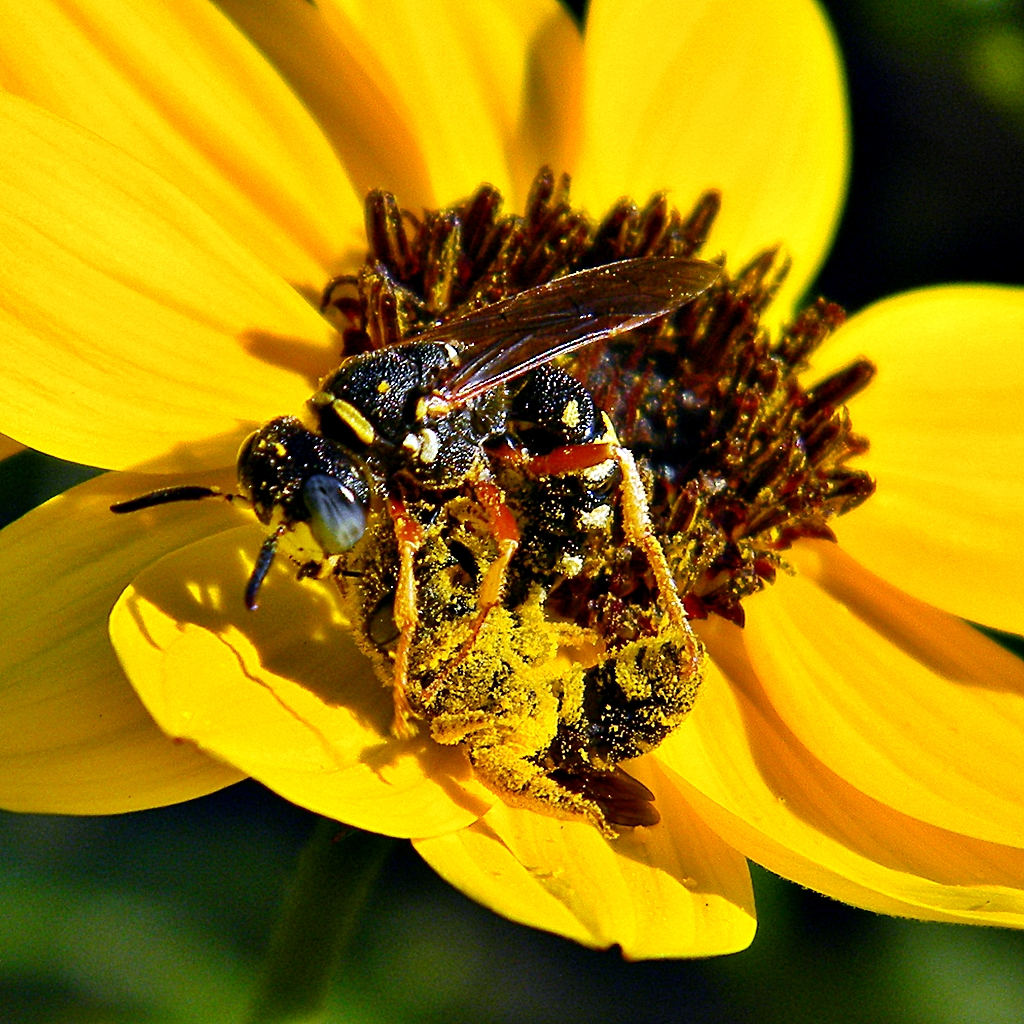
Philanthus med fångat byte
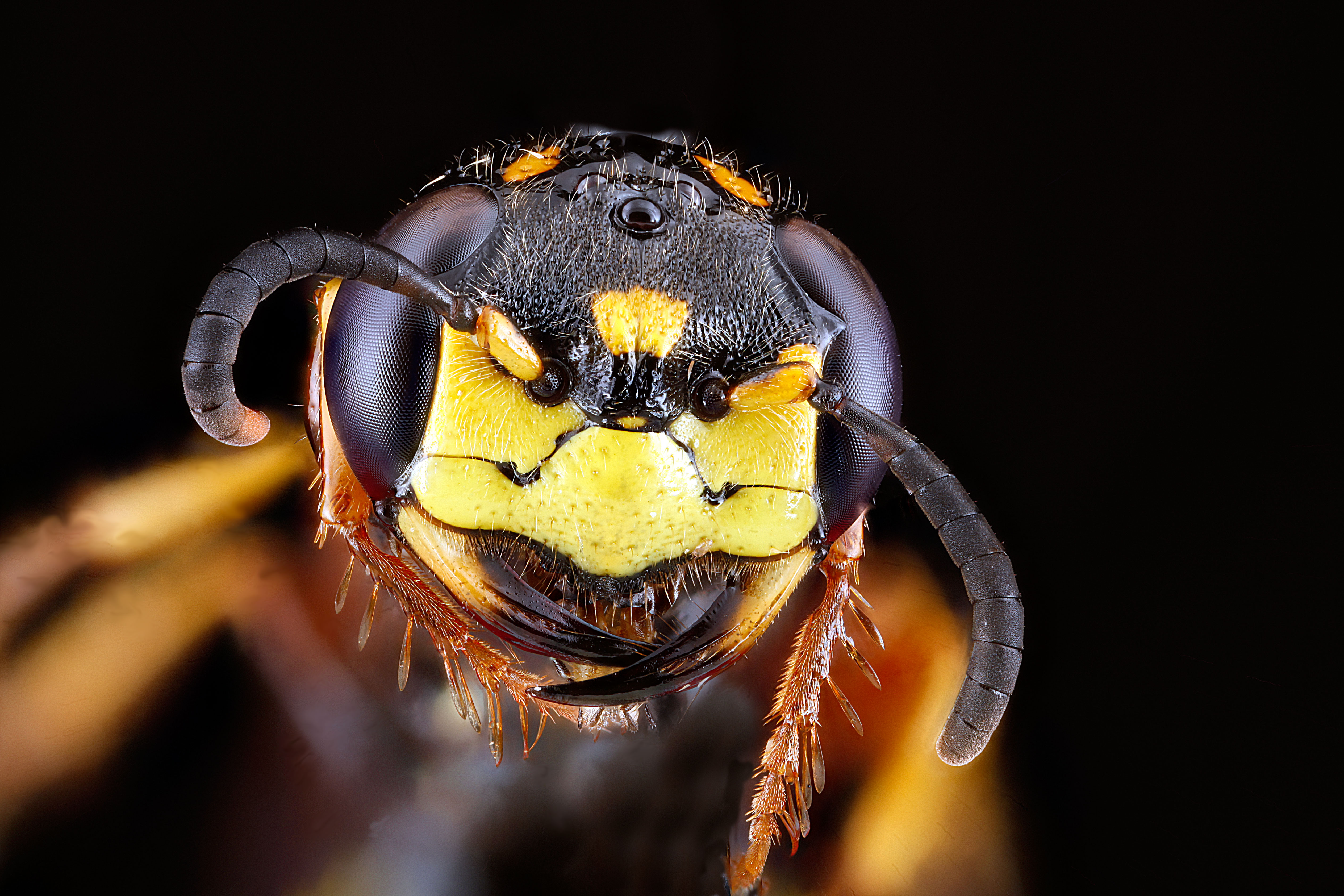
Philanthus gibbosus